# Lombardní sazba
Lombardní sazba je procentuální sazba, za kterou si obchodní banky mohou půjčit u centrální banky peníze oproti zástavě cenných papírů (dříve lombardní úvěr; dnes se tato operace nazývá marginální zápůjční facilita). Centrální banka díky této sazbě může regulovat oběh peněz. Zvýšením lombardní sazby dochází ke zdražení peněz a banky si půjčují méně. Taková monetární politika banky se pak označuje jako restriktivní. Opakem je její snížení, při kterém jde o expanzivní politiku.
Slovník pojmů ČNB uvádí tuto definici:

Lombardní sazba je měnověpolitická úroková sazba, která představuje horní mez pro pohyb krátkodobých úrokových sazeb na peněžním trhu. ČNB ji využívá k úročení likvidity, kterou poskytne přes noc bankám, s nimiž má uzavřenou předběžnou repo smlouvu, v rámci tzv. zápůjční facility.
Termín "lombardní" je odvozený od oblasti v severní Itálii Lombardie. V jejích bohatých městech se zrodilo moderní bankovnictví. Mnoho Lombarďanů se ve středověku stalo proslulými jako bankéři, půjčovatelé peněz a zastávárníci. Lombard Street v Londýně (1598) byla původně obývaná "Lombardskými" bankeři.